# Большой вывернутый обратноплосконосый икосододекаэдр
Большой (вывернутый) обратноплосконосый икосододекаэдр — невыпуклый однородный многогранник, имеющий индекс U74. Его символ Шлефли — s{3/2,5/3}.

## Декартовы координаты
Декартовы координаты вершин большого обратноплосконосого икосододекаэдра все являются чётными перестановками
(±2α, ±2, ±2β),
(±(α−βτ−1/τ), ±(α/τ+β−τ), ±(−ατ−β/τ−1)),
(±(ατ−β/τ+1), ±(−α−βτ+1/τ), ±(−α/τ+β+τ)),
(±(ατ−β/τ−1), ±(α+βτ+1/τ), ±(−α/τ+β−τ)) and
(±(α−βτ+1/τ), ±(−α/τ−β−τ), ±(−ατ−β/τ+1)),
с чётным числом знаков плюс, где
α = ξ−1/ξ
и
β = −ξ/τ+1/τ2−1/(ξτ),
где τ = (1+√5)/2 — золотое сечение, а 
ξ — наименьший положительный вещественный нуль функции ξ3−2ξ=−1/τ, а именно
{\displaystyle \xi ={\frac {\left(1+i{\sqrt {3}}\right)\left({\frac {1}{2\tau }}+{\sqrt {{\frac {\tau ^{-2}}{4}}-{\frac {8}{27}}}}\right)^{\frac {1}{3}}+\left(1-i{\sqrt {3}}\right)\left({\frac {1}{2\tau }}-{\sqrt {{\frac {\tau ^{-2}}{4}}-{\frac {8}{27}}}}\right)^{\frac {1}{3}}}{2}}}
Марков = : β = −ξ/τ+1/τ2−1/(ξτ),
где τ = (1+√5)/2 — золотое сечение, а 
ξ — наименьший положительный вещественный нуль функции ξ3−2ξ=−1/τ, а именно
{\displaystyle \xi ={\frac {\left(1+i{\sqrt {3}}\right)\left({\frac {1}{2\tau }}+{\sqrt {{\frac {\tau ^{-2}}{4}}-{\frac {8}{27}}}}\right)^{\frac {1}{3}}+\left(1-i{\sqrt {3}}\right)\left({\frac {1}{2\tau }}-{\sqrt {{\frac {\tau ^{-2}}{4}}-{\frac {8}{27}}}}\right)^{\frac {1}{3}}}{2}}}
что примерно равно 0,3264046.
Если взять нечётные перестановки координат выше с нечётным числом знаков плюс, получим другую, энантиоморфную, форму. Если взять нечётные перестановки с чётным числом знаков плюс или наоборот, получим те же тела, повёрнутые на 90 градусов.
Радиус описанной сферы для тела с единичным ребром равен
{\displaystyle R={\frac {1}{2}}{\sqrt {\frac {2-x}{1-x}}}=0,580002\dots },
где {\displaystyle x} — подходящий нуль функции {\displaystyle x^{3}+2x^{2}={\Big (}{\tfrac {1\pm {\sqrt {5}}}{2}}{\Big )}^{2}}. Четыре положительных вещественных корня уравнения шестой степени в {\displaystyle R^{2},}
{\displaystyle 4096R^{12}-27648R^{10}+47104R^{8}-35776R^{6}+13872R^{4}-2696R^{2}+209=0}
являются радиусами описанных сфер плосконосого додекаэдра (U29), большого плосконосого икосододекаэдра (U57), большого вывернутого плосконосого икосододекаэдра (U69) и большого обратноплосконосого икосододекаэдра (U74).